# 박진성 (시인)
박진성(1978년 ~ )은 대한민국의 시인이다. 1978년 충청남도 연기에서 태어나 고려대학교 서양사학과를 나왔다.

## 논란

### 돌출 행위 논란
고은 전직 단국대 석좌교수와 손석희 전직 성균관대 겸임교수를 풍자한 시로도 이슈가 되고 있는 그는 2020년 10월 14일 밤, 본인의 SNS에 자신의 방식대로 생을 마감하겠다는 말을 남긴 채 잠적했다. 박진성은 대전에서 대중교통을 통해 서울로 올라갔고, 대전·충북·경기·서울 지역의 경찰이 동원되어 행방을 추적하였다. 박진성은 2017년, 2018년에도 자살을 암시하는 글을 남기고 잠적하였으나 병원에서 무사히 발견되었었다. 2020년 11월 9일, 약 2년 전인 2018년 11월에 출간된 박진성 시인의 연애시집 '하와와, 너에게 꽃을 주려고'가 시 분야 종합 베스트셀러 차트에서 2위로 진입했다.

### 미투 운동관련 소송 및 구속
2021년 5월, 당시 미성년자였던 김○○이 2016년 10월 19일과 20일 이틀에 걸쳐 자신의 트위터 계정에 고발한 박진성 시인에 의한 성희롱 피해 폭로가 민사법원의 1심 선고를 통해 처음 "허위로 보기 어렵다"고 인정됐다. 원고인 박진성이 허위사실에 의한 명예훼손 피해를 호소하며 김씨를 상대로 낸 3천만 원의 손해배상 청구는 기각됐다. 반대로 김씨가 박진성을 상대로 낸 성희롱 등에 따른 손해배상청구에 대해선 사실을 인정해 박진성이 김씨에게 총 1100만원을 배상할 것을 판결했다. 박진성은 항소할 것이라 밝혔다.
2023년 11월 8일, 박진성은 성희롱 피해를 입었다고 폭로한 여성의 명예를 훼손한 혐의로 항소심에서 법정구속됐다. 박진성은 2019년 3월부터 사회관계망서비스(SNS)에 ‘김○○이 가짜 미투를 했다’고 주장하며 11차례 거짓으로 글을 올려 김현진의 명예를 훼손한 혐의로 재판에 넘겨졌다. 1심에서는  박진성에게 징역 1년에 집행유예 2년이 선고됐으나, 항소심 재판부는 원심의 형량이 가볍다고 보고 징역 1년 8개월을 선고했다.
2021년 8월, 상습 스토킹 의혹을 폭로한 후배 시인 A가 '자신과 연인관계였다'는 글을 온라인에 게시한 시인 박진성에 관해 법원이 "허위사실을 적시해 명예를 훼손했다"고 판결했다. 서울중앙지법 민사합의 28부(부장판사 윤도근)는 원고 일부 승소 판결에 따라 박진성은 A와 그의 배우자에게 각각 800만원과 200만원을 지급하라고 판결했다.
한편 2019년, 마찬가지로 미투 운동에서 가해자로 지목된 고은이 최영미와 박진성, 언론사 등을 상대로 낸 손해배상청구 소송에서는 박진성만 고은에게 1천만원을 배상하라는 판결이 나왔고, 박진성의 항소도 기각됐다.

## 약력
2001년 《현대시》에 시를 발표하며 시단에 등장했다.

## 수상
- 2014년 제8회 동료들이 뽑은 올해의 젊은 시인상
- 2015년 제7회 시작작품상

## 저서

### 시집
- 《목숨》(천년의시작, 2005)
- 《아라리》(랜덤하우스코리아, 2008)
- 《식물의 밤》(문학과지성사, 2014)
- 《하와와, 너에게 꽃을 주려고》(미이더샘, 2018)

### 산문집
- 《청춘착란》(열림원, 2012)